# Tour du monastère Saint-Jean-le-Théologien
 (décembre 2021).
La tour du monastère Saint-Jean-le-Théologien (albanais : Kulla e Manastirit Theollogos) est une tour, vestige d'un ancien monastère, située à Cerkovicë, dans la préfecture de Vlorë, en Albanie. Elle est classée monument culturel d'Albanie.